# Новозятцинське сільське поселення
Новозя́тцинське сільське поселення — муніципальне утворення в складі Ігринського району Удмуртії, Росія. Адміністративний центр — село Нові Зятці.
Населення — 845 осіб (2015; 947 в 2012, 987 в 2010).

## Склад
До складу поселення входять такі населені пункти:
| Населений пункт        | Населення, осіб (2010) | Населення, осіб (2012) |
| ---------------------- | ---------------------- | ---------------------- |
| Арлеть, присілок       | 11                     | 9                      |
| Верхній Утем, присілок | 3                      | 2                      |
| Каменці, присілок      | 5                      | 5                      |
| Лудяни, присілок       | 10                     | 8                      |
| Магістральний, село    | 211                    | 201                    |
| Малягурт, село         | 231                    | 219                    |
| Мочешур, присілок      | 6                      | 6                      |
| Мучі, присілок         | 31                     | 28                     |
| Нові Зятці, село       | 435                    | 420                    |
| Полянці, присілок      | 12                     | 12                     |
| Сектир, присілок       | 22                     | 22                     |
| Чечеги, присілок       | 4                      | 8                      |
| Шушангурт, присілок    | 6                      | 7                      |